# Ekaterina Grigor'evna Barteneva
Ekaterina Grigor'evna Barteneva, nata Bronevskaja, in russo Екатерина Григорьевна Бартенева Броневская? (San Pietroburgo, 6 giugno 1843 – Pietrogrado, 1º settembre 1914), è stata una rivoluzionaria russa.

## Biografia
Proprietari terrieri di origini nobili, i coniugi Ekaterina Grigor'evna Bronevskaja e Viktor Ivanovič Bartenev (1838-1918) lasciarono nel 1867 la Russia per stabilirsi a Ginevra, dove per alcuni anni fecero parte del movimento anarchico di Bakunin, ma nel 1869 aderirono, con il marxista Nikolaj Utin, alla sezione russa della Prima Internazionale e mantennero stretti legami con Pëtr Lavrov.
Dopo aver vissuto a Parigi nei mesi della Comune, alla sua caduta Ekaterina Barteneva tornò a San Pietroburgo. Collaboratrice dei giornali liberali « Otečestvennye zapiski » e « Delo », fu in contatto con i rivoluzionari della Zemlja i Volja e della Narodnaja Volja, ospitando nella sua casa molti populisti, quali Klemenc, Kravčinskij, Natal'ja Armfel'dt, Kibal'čič, Morozov e Ol'ga Ljubatovič.
Nel luglio 1876 donò ai contadini le sue proprietà delle provincie di Kostroma e di Jaroslavl', e visse a Buj con l'amica Natal'ja Armfel'dt. Nel mese di gennaio 1889 andò a Parigi, dove lavorò nel reparto russo dell'Esposizione universale e a luglio partecipò e fu una delle segretarie del 1º Congresso della Seconda Internazionale. Tornata a settembre a Pietroburgo, fece parte del circolo illegale socialdemocratico fondato da Michail Brusnev e conobbe, tra gli altri, anche i giovani Ol'ga e Vladimir Ul'janov.
Da tempo sorvegliata dalla polizia, nel 1891 la sua abitazione fu perquisita e vi furono trovate pubblicazioni illegali: confinata dalle autorità zariste a Pskov, vi fondò una scuola per operai e una biblioteca pubblica. Dall'agosto del 1898 poté ristabilirsi definitivamente a Pietroburgo. Aderente alla corrente menscevica del POSDR, partecipò alle manifestazioni della rivoluzione del 1905. Ridotta in povertà, morì di cancro il 1º settembre 1914 nell'ospedale Eliseevskij di Pietroburgo.